# سيرهي سيدورتشوك
سيرهي سيدورتشوك (بالأوكرانية: Сидорчук Сергій Олександрович)‏ مواليد 2 مايو 1991 في زاباروجيا، الجمهورية الأوكرانية السوفيتية الاشتراكية، هو لاعب كرة قدم أوكراني يلعب مع نادي دينامو كييف كلاعب وسط. مثّل منتخب أوكرانيا لكرة القدم. بدأ سيرهي سيدورتشوك مسيرته الرياضية عام 2008.

## المسيرة الاحترافية

### أندية لعب لها
- ميتالوره زابورجيا
- نادي دينامو كييف

## وصلات خارجية
- سيرهي سيدورتشوك على موقع الاتحاد الدولي (مؤرشف)  (الإنجليزية)
- سيرهي سيدورتشوك على موقع الاتحاد الأوربي (الإنجليزية)
- سيرهي سيدورتشوك على موقع اتحاد أوكرانيا (الإنجليزية)
- سيرهي سيدورتشوك على موقع إي إس بي إن إف سي (الإنجليزية)
- سيرهي سيدورتشوك على موقع قاعدة بيانات كرة القدم.إي يو (الإنجليزية)
- سيرهي سيدورتشوك على موقع ناشيونال فوتبول تيمز (الإنجليزية)
- سيرهي سيدورتشوك على موقع Soccerbase.com (لاعب) (الإنجليزية)
- سيرهي سيدورتشوك على موقع Soccerway.com (الإنجليزية)
- سيرهي سيدورتشوك على موقع عالم كرة القدم.نت (الإنجليزية)
- سيرهي سيدورتشوك على موقع AS.com (الإسبانية)
- الموقع الرسمي